# Stinky (obwód doniecki)
Stinky (ukr. Стінки) – osiedle na Ukrainie, w obwodzie donieckim, w rejonie kramatorskim, w hromadzie Konstantynówka. W 2001 liczyło 265 mieszkańców, głównie rosyjskojęzycznych.